# Pseudoformicaleo barbatus
Pseudoformicaleo barbatus is een insect uit de familie van de mierenleeuwen (Myrmeleontidae), die tot de orde netvleugeligen (Neuroptera) behoort. 
Pseudoformicaleo barbatus is voor het eerst wetenschappelijk beschreven door Navás in 1923.